# ラス (競走馬)
ラス (Lath) は、1730年代から1740年代にかけて活躍したイギリスの競走馬、種牡馬。全弟にケード (Cade) 、半弟にラウンドヘッド (Roundhead) がいる。

## 経歴
ジェネラルスタッドブックによると、1732年にゴドルフィンアラビアン (Godolphin Arabian) 最初の仔としてエドワード・コークによって生産されたという。1733年のコーク死没後は母と一緒にゴドルフィン伯フランシス・ゴドルフィンの手に渡った。
競走馬としては、1730年代後半に活躍した記録が残る。1737年の4月、1000ギニーを賭けたニューマーケットグレートステークスではスクワート (Squirt) を含む9頭を倒し、10月にはリトルパートナー (Little Partner) を破り、翌10月にもう一度スクワートに勝っている。フライングチルダーズ (Flying Childers) 以来最も優れた名馬と考えられ、父の名声を大いに高めた。
1739年にジョン・ターナー、後にデヴォンシャー公ウィリアム・キャヴェンディッシュに売却され、そこで種牡馬として供用された。ミスレッドキャップ (Miss Red Cap) 、ヘクター (Hector) 、アンカスタークレイジー (Ancaster Crazy) らの父になっている。

## 血統表
| ラスの血統（ゴドルフィンアラビアン系） | ラスの血統（ゴドルフィンアラビアン系） | ラスの血統（ゴドルフィンアラビアン系） | （血統表の出典）    | （血統表の出典） |
| 父 Godolphin Arabian 1724年 黒鹿毛     | 父の父不明                             | 不明                                   | 不明                | 不明             |
| 父 Godolphin Arabian 1724年 黒鹿毛     | 父の父不明                             | 不明                                   | 不明                |                  |
| 父 Godolphin Arabian 1724年 黒鹿毛     | 父の父不明                             | 不明                                   | 不明                | 不明             |
| 父 Godolphin Arabian 1724年 黒鹿毛     | 父の父不明                             | 不明                                   | 不明                |                  |
| 父 Godolphin Arabian 1724年 黒鹿毛     | 父の母不明                             | 不明                                   | 不明                | 不明             |
| 父 Godolphin Arabian 1724年 黒鹿毛     | 父の母不明                             | 不明                                   | 不明                |                  |
| 父 Godolphin Arabian 1724年 黒鹿毛     | 父の母不明                             | 不明                                   | 不明                | 不明             |
| 父 Godolphin Arabian 1724年 黒鹿毛     | 父の母不明                             | 不明                                   | 不明                |                  |
| 母 Roxana 1718年 栗毛ないし月毛、芦毛  | 母の父Bald Galloway 1705年 芦毛        | St. Victor's Barb 芦毛                 | 不明                | 不明             |
| 母 Roxana 1718年 栗毛ないし月毛、芦毛  | 母の父Bald Galloway 1705年 芦毛        | St. Victor's Barb 芦毛                 | 不明                |                  |
| 母 Roxana 1718年 栗毛ないし月毛、芦毛  | 母の父Bald Galloway 1705年 芦毛        | Grey Whynot 芦毛                       | Whynot              | Whynot           |
| 母 Roxana 1718年 栗毛ないし月毛、芦毛  | 母の父Bald Galloway 1705年 芦毛        | Grey Whynot 芦毛                       | Royal Mare          |                  |
| 母 Roxana 1718年 栗毛ないし月毛、芦毛  | 母の母Akaster Turk Mare                | Akaster Turk 芦毛                      | 不明                | 不明             |
| 母 Roxana 1718年 栗毛ないし月毛、芦毛  | 母の母Akaster Turk Mare                | Akaster Turk 芦毛                      | 不明                |                  |
| 母 Roxana 1718年 栗毛ないし月毛、芦毛  | 母の母Akaster Turk Mare                | Cream Cheeks 月毛?                     | Leedes Arabian      | Leedes Arabian   |
| 母 Roxana 1718年 栗毛ないし月毛、芦毛  | 母の母Akaster Turk Mare                | Cream Cheeks 月毛?                     | Spanker Mare F-No.6 |                  |